# Nadine Schemmann
Nadine Schemmann (* 9. November 1977 in Solingen) ist eine zeitgenössische deutsche Künstlerin, die bis 2018 unter ihrem Künstlernamen Lulu* als Illustratorin arbeitete.

## Leben
Von 1997 bis 2000 studierte Nadine Schemmann an der Kölner International School of Design sowie 2004 bis 2006 an der Universität der Künste Berlin, Design und Mode.
Währenddessen war sie Carl Duisberg Stipendiatin, verbrachte ein Jahr im Büro futurefarmers in San Francisco, USA und arbeitete bei buero destruct in Bern, Schweiz. 2001 zog sie nach Berlin und arbeitete bis 2018 freiberuflich als Designerin und international anerkannte Mode-Illustratorin. Parallel zum Schaffensprozess  nahm sie an diversen Ausstellungen teil, unter anderem 2004 an „The Liverpool School of Art + Design“, im London Transport Museum und weiteren in Berlin, New York und Tokyo. 2005 hielt sie Seminare für das Goethe-Institut in Osaka, Tokio und später auch in Basel.

## Werk
Seit 2018 arbeitet Nadine Schemmann als freie Künstlerin. Ihre Arbeiten beschäftigen sich im weitesten Sinne mit Begegnungen. Ein Moment, eine Interaktion, eine stehenbleibende Sequenz – vermischt mit Worten und Geräuschen, die mit Farbassoziationen gekoppelt sind. Meist sind es zwei Sphären, auch mehr, die sich gegenüberstehen, überlagern, vermischen und umfließen. Die Ebenen können vielschichtig sein und durch die unterschiedlichen Farbaufträge, durch Öl und wasserbasierte Malmittel, auch chemische Reaktionen hervorrufen. Besonders der Einsatz von Chlorbleiche, scheint Teile des Farbauftrags korrigieren zu wollen, mitunter zum Leuchten zu bringen.
Die wiederkehrenden Nähte, die entstehen, wenn die Leinenstoffe aneinander genäht werden, fügen bewusst Ebenen zusammen. Auch gibt es Arbeiten die mit „erinnerten Begegnungen“ spielen, Bildteile werden kombiniert und übermalt. Es entstehen neue Gespräche, einzelne Worte, oder Harmonien. Die Flächen zeigen abstrakte Vorgänge, denen wir uns bewusst und unbewusst aussetzen. Gespannt in den aufgezogenen Leinwänden – fließend und gelöst in den meist direkt beieinander hängenden Werken. Durch Licht und Bewegung entsteht ein Eigenleben. Die Skulpturen aus Stoff ergänzen diesen Prozess sowie die
Auseinandersetzung der immer wieder neuen Begegnung.

## Ausstellungen
- TEXT-ile, Haverkampf Leistenschneider Galerie, Berlin, 2022
- STUDIO BERLIN, Berghain, Boros Foundation, 2021
- "Skulptur & Natur II", Schlossgut Schwante, 2021
- "Nothing is Falling Apart", Kunsthaus Lempertz, Berlin, 2021

## Ehrungen
Sie erhielt 2005 den „American Illustration 24“-Preis. Die US-amerikanische Zeitschrift „Print“ wählte sie 2005 zu den 20 besten Nachwuchs-Designerinnen der Welt. Sie steht auf der 2006 zusammengestellten Liste „100 Köpfe von morgen“, in der ausgewählte junge Menschen unter 40 Jahren vorgestellt wurden, denen wegen ihrer „Kreativität und Leistungsbereitschaft eine aussichtsreiche Zukunft“ prognostiziert wurde. 2006 nahm die Zeitschrift NEON sie in die Liste „Die 100 wichtigsten jungen Deutschen“ auf. 2009 und 2010 wurde sie in die 12-köpfige Jury der Axel-Springer-Akademie zur Vergabe des mit maximal 500.000 € dotierten „Scoop“-Förderbetrags berufen.

## Wirken
Ihre bis 2018 angewandten illustrativen Arbeiten finden sich auf den Titelbildern von Zeitschriften, Packaging und CD-Covers. Ihre Mode-Illustrationen erscheinen unter anderem in The New York Times, InStyle, Glamour und in teen vogue und sie gestaltet monatlich das Titelbild der südkoreanischen Ausgabe von Elle. Schemmann wurde 2007 in der FAZ zitiert, sie versuche, „das zu visualisieren, was zwischen den Zeilen steht. Ich mag am liebsten Projekte, bei denen ich sehr viel Freiheit habe.“

## Privates
Schemmann lebt und arbeitet in Berlin. Sie ist verheiratet mit dem Kunsthistoriker und Direktor des Vitra Design Museums Mateo Kries. Das Paar hat drei gemeinsame Töchter.

## Veröffentlichungen
- Mit Uta Brandes, Michael Erlhoff: Designtheorie und Designforschung. UTB/Fink, Paderborn 2009, ISBN 978-3-8252-3152-1 (UTB 3152) und ISBN 978-3-7705-4664-0 (Fink)[6]

## Sekundärliteratur
- Andreas Schneitter: Mein Hort der Ideen ist meine Bibliothek. In: Die Welt (online) vom 26. August 2007
- Claudia Herling: Fokus Interview: Nadine Schemmann – Lulu*, Index Illustration [Inspiration für eigene Illustrationen; Praxistipps und Interviews]. mitp, Heidelberg 2009, ISBN 978-3-8266-5958-4, S. 170–175